# 美国种族隔离
美国种族隔离是指美國境內的种族隔离情況。
美国最高法院在普莱西诉弗格森案中依然判定种族隔离不違反美國憲法，但人們應該遵循隔离但平等的原則。  在布朗訴托皮卡教育局案中，美国最高法院首席大法官厄尔·沃伦判定公立學校不應該遵循隔离但平等這一原則，他甚至認為不應該讓種族隔離出現在學校裡面。在接下来的几年中，沃伦法院在好幾個案件中进一步裁定各種种族隔离措施違法。
在1948年第9981例行政命令頒布之前，美国军队中的黑人和白人不能混編，美軍中有單獨的黑人部隊，不過黑人部隊仍由白人军官领导。 
最終國會通過的1964年民權法案和選舉法案均認定种族隔离非法。